# 宝丰窑
寶豐窯，中國古代民間窯廠，因缺乏相關文獻記載，長期不為人所知，被籠統地歸入北方民窯。經考古發掘後，依據窯址位於河南省寶豐縣清涼寺，命名為“寶豐窯”。寶豐窯起源時間不明，僅僅能夠按照考古地層判斷，窯廠興盛於北宋至金代，在金元交替之時廢棄。其產品種類很多，摹仿北宋時期北方各大窯的知名產品，還原程度很高。

## 產品特色
寶豐窯的產品可以從工藝上劃分為3類：
- 仿定白瓷：主要摹仿當時最具盛名的定窯瓷器，其成品器壁很薄，工藝很高，比較定窯並不遜色，而裝飾手法和技巧甚至還要勝出。唯有瓷土原料不及定窯，燒成的素胎較為粗糙，內部還含有顆粒較大的雜質。有學者據此推斷，歷史上被歸入定窯的很多瓷器，實際上可能是寶豐窯的產品。
- 仿汝、仿耀州青瓷：寶豐窯和汝窯同處清涼寺，自然受到後者很多影響。1987年，在窯址宋代地層出土瓷器殘片，與存世汝瓷類似，因此寶豐窯也被視作汝窯系統。而寶豐窯對耀州窯的摹仿堪稱惟妙惟肖，無論是釉色，還是刻花印花的細節和刀法，都十分接近原貌。有日本學者根據兩者相同的橄欖綠釉色，推斷寶豐窯也如同耀州窯一般開始利用煤炭而不是木柴燒製瓷器[1]。偶然還有黑釉瓷器出現，在技術上被部份專家歸為青瓷的變種。
- 低溫三彩陶器：技術來源不明，可能是繼承河南當地的長久傳統。